# Лущильник

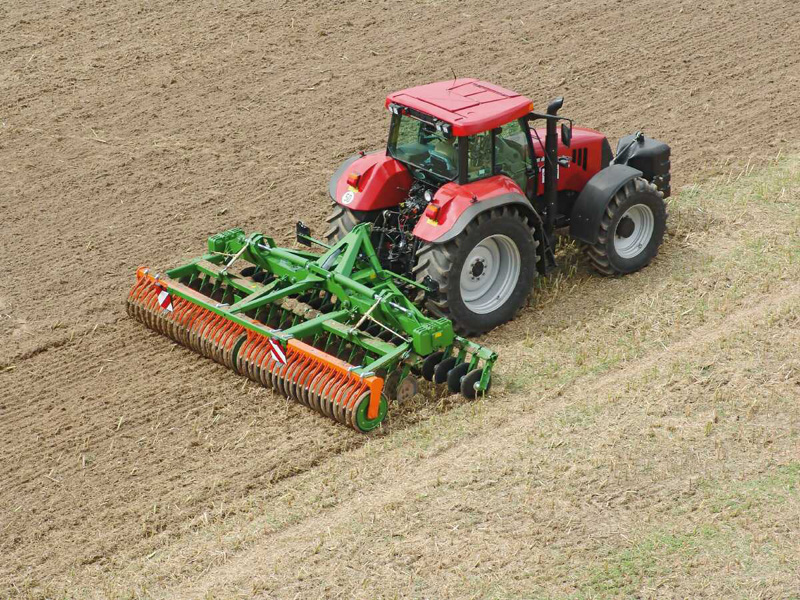
Навесной дисковый лущильник с прикатывающим катком сзади, прицепленный к трактору при лущении стерни

Лущи́льник — сельскохозяйственное орудие для измельчения верхнего слоя почвы (лущения). По типу обработки лущильники делятся на дисковые и лемешные (отвальные).

## История
Лущильники начали использовать в XIX веке в Западной Европе, при этом проводили лущение дернины. Ранее были конные лущильники. Современные лущильники выпускаются обычно комбинированные, чаще с катками.

## Дисковые лущильники
Дисковый лущильник представляет собой батареи свободно вращающихся вогнутых 8-10 дисков насаженных на ось, которые устанавливаются на раму шарнирно с возможностью регулировки глубины обработки и угла атаки дисков от 15° до 35° к направлению движения. Бывают секционные (ширина захвата до 20 м) и компактные (навесные, ширина захвата до 6 м).
Дисковые лущильники производят рыхление на глубину 3-10 см, при этом происходит срезание, сдвигание, частичный отворот почвы. Применяются на стерне сразу после (в течение суток) или во время уборки урожая с целью подрезания корней сорняков, уничтожения вредителей на почве и поверхностном слое, прикапывания семян сорняков для их всхода до вспашки, лёгкого рыхления с целью влагоудержания.
Дисковые лущильники также используются для дискования. В отличие от дисковых борон имеют механизм регулировки глубины обработки.

## Лемешные лущильники
Лемешные лущильники имеют несколько трапецеидальных лемехов и отвалов, но размерами меньше (ширина захвата отвала около 25 см), чем у плугов. Имеют механизм регулировки глубины обработки. Бывают навесные и прицепные. Производят рыхление на глубину 8-18 см с выворачиванием почвы.
Используется для лущения стерни с наличием осота, вьюнка (и других сорняков дающих корнеотпрыски) и для многократного лущения зяби (паров) по мере появления всходов сорняков.